# Armée de l'air syrienne

Drapeau jusqu'en 2007.

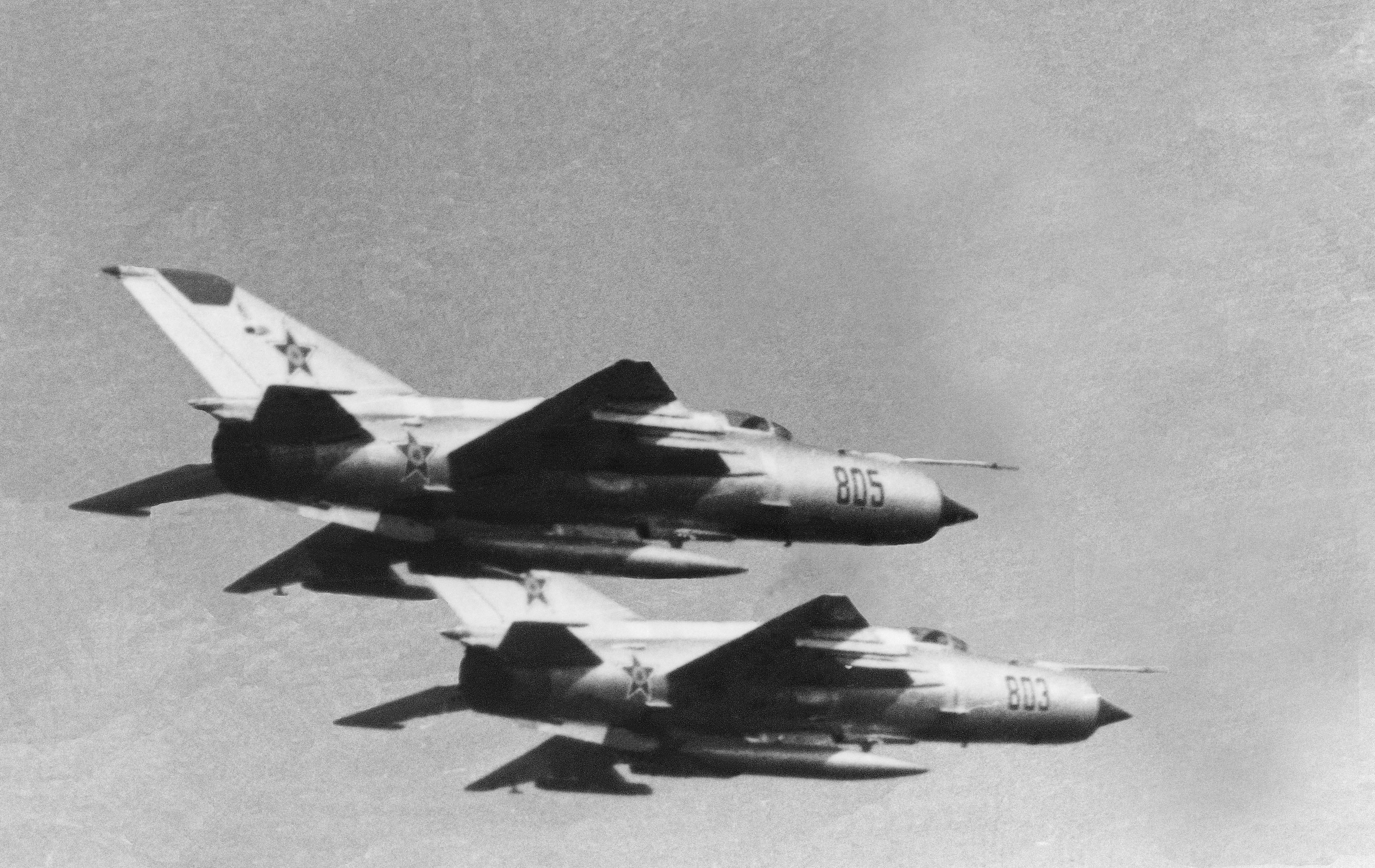
Deux MiG-21MF syriens en 1977.

La Force aérienne syrienne était la force aérienne de Syrie, et l'une des composantes des forces armées arabes syriennes. Son commandant est le général Issam Hallak[Quand ?].
L’armée de l’air syrienne disposait de plusieurs MIG-29, mais la totalité auraient été détruites par l’aviation israélienne durant la chute du régime Assad, les avions étant non protégés et stationnés dans des simples hangars vulnérables.

## Engagements
La Force aérienne syrienne participa à la guerre des Six Jours, à la guerre du Kippour et à la première guerre du Liban pendant la guerre civile libanaise. Elle est aussi engagée massivement contre les forces rebelles de la révolution et les groupes islamistes qui affrontaient l'État syrien depuis le début de la guerre civile syrienne.
- À la fin de la guerre du Kippour, sur le front syrien, les MiG-21 ont eu 30 victoires confirmées contre l'aviation israélienne ; 29 MiG-21 ont été abattus par Tsahal.[réf. nécessaire]
- Le 19 avril 1974, un MiG-23 syrien piloté par Al Masri abattit 2 F-4E israéliens, mais fut ensuite abattu par un missile sol-air tiré par la défense aérienne syrienne à cause d'une erreur d'identification[2].
- En 1981, deux MiG-25 syriens furent abattus par des F-15 israéliens.
- Lors de l'invasion du Liban de 1982, de nombreux MiG-23 syriens ont été abattus par les avions de chasse israéliens. Le 26 avril 1982, 2 MiG-23 syriens abattirent 2 A-4 SkyHawk israéliens alors qu'ils survolaient le nord du Liban[3]. Des Gazelles syriennes y ont engagé des blindés israéliens avec les résultats suivants : en 200 sorties, elles détruisirent 6 blindés et de nombreux autres véhicules, et six d’entre elles furent perdues[4].
- Le 21 octobre 1989, un Britten-Norman-2L du service topographique turc, volant au-dessus du Hatay, est abattu par 2 MiG-21 syriens à proximité du chantier de construction du barrage Atatürk et à 20 km à l'intérieur des frontières turques. Les cinq passagers sont tués. L'acte est suivi de déclarations martiales de chaque côté[5],[6].
- Le 14 septembre 2001, 2 MiG-29 syriens furent abattus alors qu'ils se rapprochaient d'un AWACS israélien escorté par 2 F-15 au large de Tartous.
- Le 16 septembre 2013, un hélicoptère Mil Mi-17 fut abattu par l'armée turque après que celui-ci a violé son espace aérien[7].
- Le 23 mars 2014, un Mig-23 syrien est abattu par un F-16 turc pour violation d'espace aérien.
- Le 23 septembre 2014, après avoir pénétré de 800m dans l'espace aérien israélien, un autre Su-24 est abattu au-dessus de la Syrie par des missiles MIM-104 Patriot.
- Le 18 juin 2017, un Su-22 est abattu par un Super-Hornet F/A-18E de l'US Navy alors qu'il bombardait une formation des Forces démocratiques syriennes[8].
- Le 18 mars 2018, un Su-24 SyAAF a été abattu par des rebelles dans l’est du Qalamoun, à l’est de la province de Damas ; il est tombé dans le territoire contrôlé par les forces gouvernementales syriennes.
- Le 24 juillet 2018, un Su-22 syrien est abattu par deux missiles Patriot de Tsahal alors qu'il survolait l'espace aérien israélien au-dessus du plateau du Golan[9],[10].
- Le 14 aout 2019 un Su-22 syrien a été abattu par les insurgés au-dessus de la province d'Idlib
- Le 1er mars 2020, lors de l'opération Bouclier du printemps un F-16 turc abat deux Su-24 syriens.
- Le 3 mars 2020 un avion syrien L-39 Albatros est abattu par un F-16 turc et son pilote est tué.

La Force aérienne était la seule unité encore opérationnelle sur tout le territoire vers la fin de la guerre civile. Mais l'aviation a subi d’importantes pertes dans les combats contre les rebelles, la Turquie et Israël. Réduisant fortement ses capacités offensives (50 % de taux de disponibilité). Depuis 2011, elle s'est rendue responsable de nombreux crimes de guerre en bombardant des écoles et des hôpitaux et en employant des bombes à sous-munitions, y compris sur des quartiers résidentiels occupés par des civils.
À la suite de la chute du régime Assad le 8 décembre 2024, Israël lance une vaste campagne de bombardements contre les actifs de l'armée syrienne. Plusieurs bases aériennes sont lourdement touchées, parmi lesquelles la base aérienne de Qamichli dans le nord-est dy pays, la base de Shinshar dans les campagnes de Homs et l'aéroport d'Aqrba au sud-ouest de Damas. Des dizaines d'avions de combats et hélicoptères sont détruits. La totalité des MiG-29 aurait été détruite au 10 décembre, ainsi que 60 MiG-23, un escadron de Soukhoï Su-22 et un autre composé de dix Soukhoï Su-24.
Depuis la chute du régime, 86 % des systèmes de défense aérienne de l’armée de l’air syrienne ont été anéantis, soit un total de 107 systèmes de défense aérienne et 47 radars. « Le système de défense aérienne syrien est l’un des plus puissants du Moyen-Orient et le coup porté contre lui constitue une avancée significative pour la supériorité de l’armée de l’air [israélienne] dans la région », a déclaré l’armée israélienne dans un communiqué.

## Équipement
Estimation en 2018 de Flight International.

### Avions de combat
- 29 MiG-29[17] (tous détruit en décembre 2024)
- 2	MiG-25[17]
- 86 MiG-23[17] (60 détruits en décembre 2024)
- 51 MiG-21[17]

### Avions d'attaque
- 14 Soukhoï Su-24[17]  (10 détruits en décembre 2024)
- 39 Soukhoï Su-22[17] (un escadron détruit en décembre 2024)

### Avions d'entraînement
- 63 Aero L-39 Albatros[17] (23 capturés par la rébellion lors de l'offensive finale de décembre 2024)
- 35	MBB 223 Flamingo[réf. nécessaire] (40 achetés en 1973[18])
- 6	MFI-17 Mushshak[17]
- 0 Yakovlev Yak-130(commande de 36 effectué en 2012[17], aucune livraison en 2019[19])

### Avions de transport
- 2	Antonov An-26[17]
- 1	Il-76[17]

### Hélicoptères d'attaque
- 2 Kamov Ka-28[17]
- 11 Mil Mi-14[17]
- 28	Mil Mi-25[17]
- 62	SA 342 Gazelle[17] (20 en 2024, plusieurs détruits ou capturés)
- 13	Mil Mi-2[17]

### Hélicoptères de transport
- 51	Mil Mi-8 et Mil Mi-17[17]

## Installations de la Force aérienne syrienne
La plus importante des installations de la force aérienne est celle de Heimim, dont les installations sont partagées avec l'aéroport civil international de Lattaquié.
Il en est de même pour l'aéroport international de Damas.

Enfin, citons l'aéroport militaire de Tiyas qui a été touché par des frappes de missiles au lendemain de l'attaque chimique de Douma.

## Cocarde

(1948–1958)
(1958–1961)
(1961–1963)
(1963–1972)
(1972–1980)
(1980–2024)